# 九州をどこまでも
「九州をどこまでも」（きゅうしゅうをどこまでも）は、DREAMS COME TRUEが2015年4月8日にリリースした初の配信限定シングル。
iTunes Store、moraなどの音楽配信サービスサイトで配信。着うたフルでも配信された。

## 概要
初となる配信限定シングル。本作より、DREAMS COME TRUEとしての新曲はCD規格ではなく、デジタル配信のみでの媒体規格となる。
JR九州「ドリカム新幹線」キャンペーンソングとして書き下ろした楽曲。
アルバム『THE DREAM QUEST』にて、初CD収録となった。アルバムバージョン（「TDQ VERSION」）とシングルバージョン（ボーナストラック扱い）の両曲が収録されている。

## 収録曲
1. 九州をどこまでも
  - 作詞・作曲：吉田美和　編曲：中村正人
  - 歌詞に九州新幹線の駅名が登場する。
  - 最後に駅員のアナウンスが流れるが、九州新幹線が通過しない長崎、大分、宮崎の3県にもお越し下さいとアナウンスされている。